# Wohn- und Atelierhaus Erwin Langer
Das eingeschossige Wohn- und Atelierhaus des Kunstmalers Erwin Langer liegt in der Lößnitzgrundstraße 140 der sächsischen Stadt Radebeul, im Stadtteil Kötzschenbroda-Oberort. Es ist eines der heute noch existierenden Gebäude mit Zollingerdach.

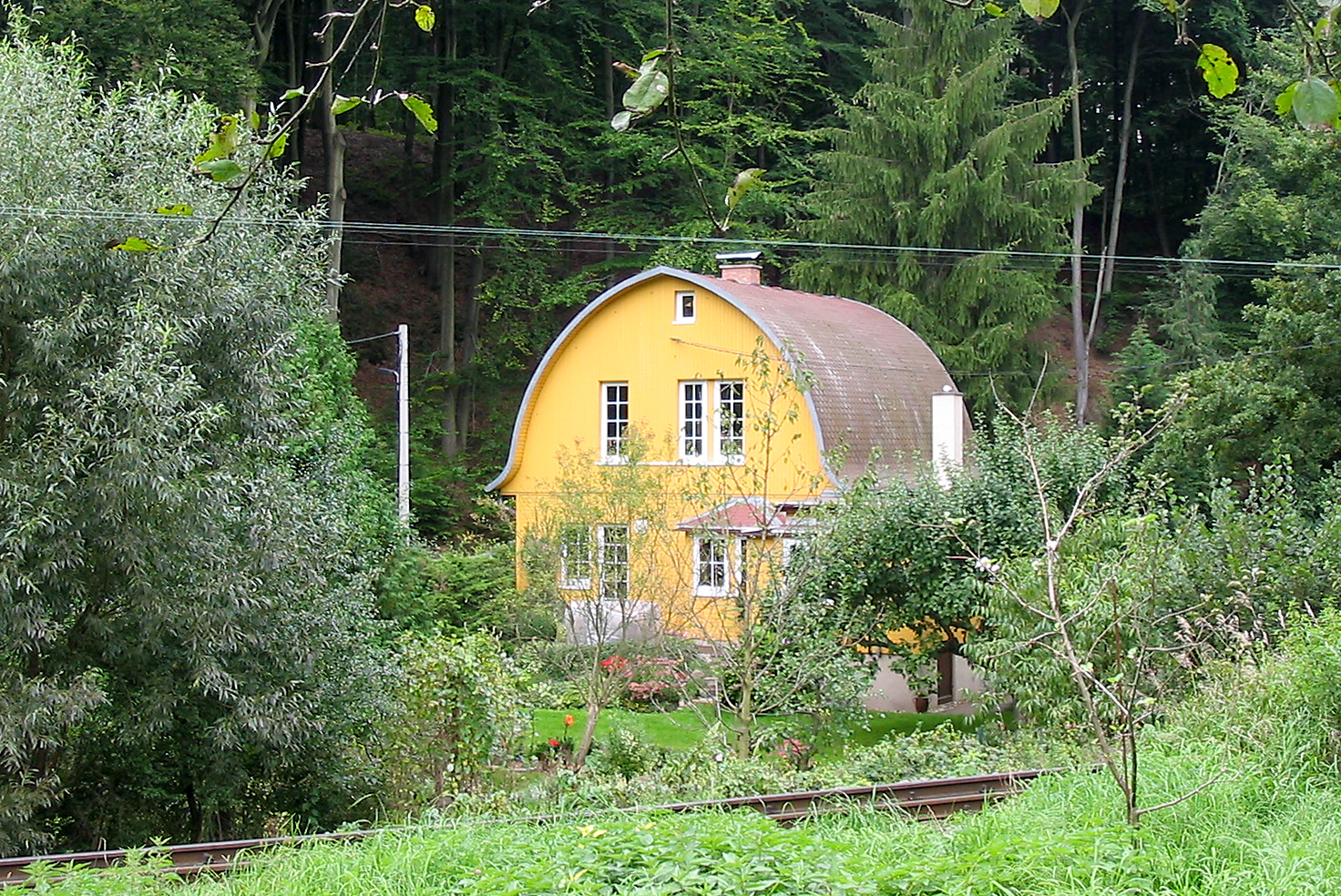
Das Zollingerdachhaus in der Lößnitzgrundstraße, im Vordergrund die Gleise der Lößnitzgrundbahn

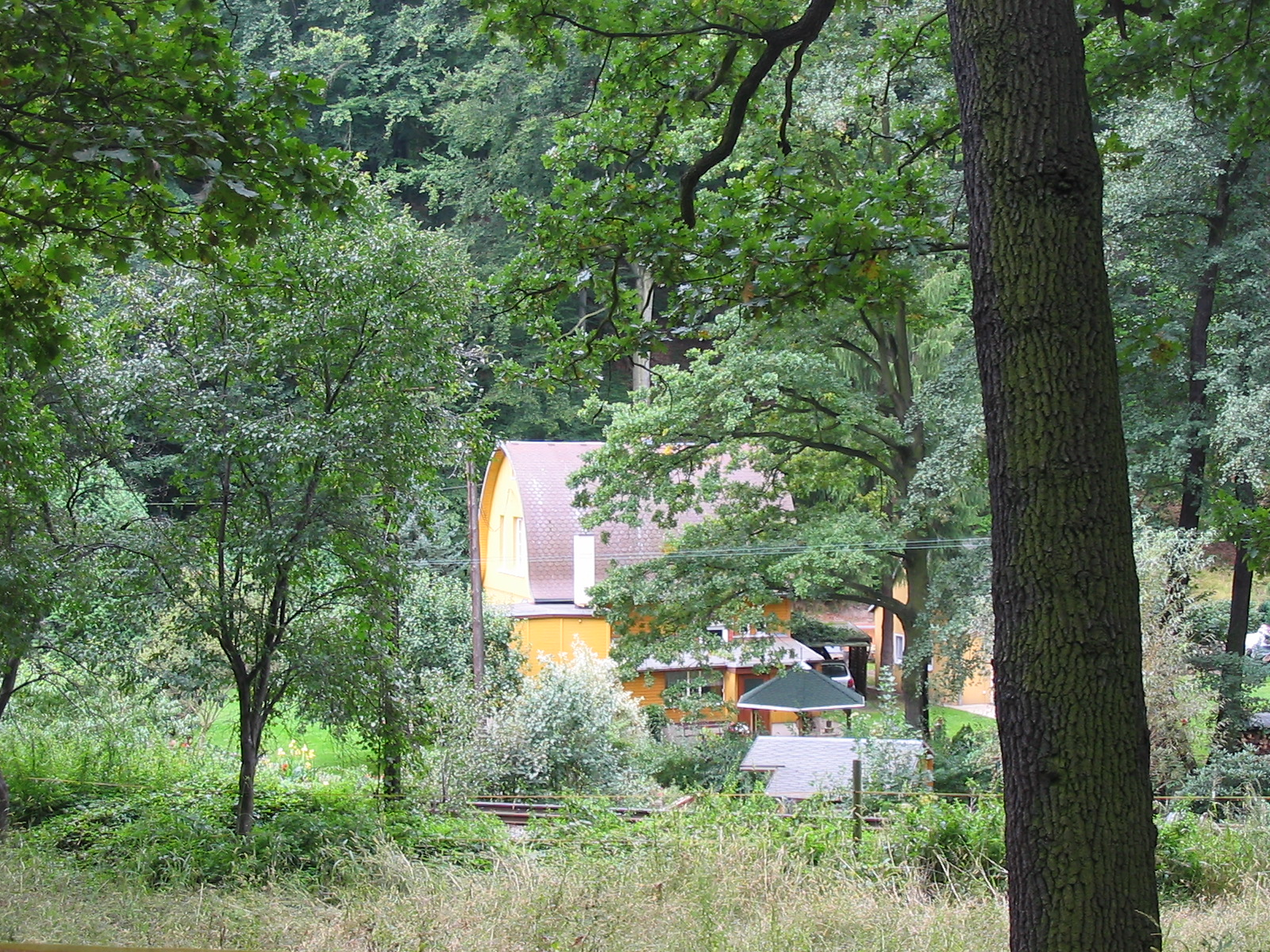
Lößnitzgrundstraße 140

## Beschreibung
Der Dresdner Kunstmaler Erwin Langer ließ sich 1926/1927 von dem Dresdner Architekten Willy Meltzer über einem massiven Keller ein Holzhaus errichten. Die Wände bestehen aus stehenden Holzsäulen, die durch waagerechte Verbretterungen verbunden sind. Das Dachgeschoss liegt unter einem halbtonnenförmigen Zollingerdach, die Giebelwand des Ateliers unter dem Dach war vollständig verglast. Heute befinden sich dort einfache Rechteckfenster.
1928 wurde eine Veranda angebaut, 1933 ein Kinderzimmer.
Das Gebäude steht unter Denkmalschutz.